# Stefan Sahlin
Stefan Sahlin, född 1978, är en svensk dokusåpadeltagare och VD för Djurrättsalliansen.
Stefan Sahlin blev känd efter sin medverkan i dokusåpan Villa Medusa i Kitzbühel år 2001 på Kanal 5. Därefter har han bland annat varit med i TV-programmet Hannah på TV3, Wimans på ZTV och år 2005 deltog han i dokusåpan Club Goa på TV3. Han har även medverkat som gästföreläsare i kändisskap i Big Brother 2006. År 2010 medverkar han även i TV-programmet Ballar av stål på Kanal 5.